# Hadanur, Krishnarajpet
Hadanur là một làng thuộc tehsil Krishnarajpet, huyện Mandya, bang Karnataka, Ấn Độ.